# 艾伯特·德尔·罗萨里奥
艾伯特·德尔·罗萨里奥（英語：Albert del Rosario，1939年11月14日—2023年4月18日），菲律宾外交官、政府官員，从2011年2月24日起，菲律宾总统贝尼格诺·阿基诺三世宣布他出任菲律宾外交部部长，接替阿尔韦托·罗慕洛（Alberto Romulo）。

## 简介
1939年11月14日，艾伯特·德尔·罗萨里奥出生于菲律宾首都马尼拉，其父亲是路易·德尔·罗萨里奥，母亲是安帕罗·菲尔罗。他的祖母叫特蕾莎·希珀尔，是希珀尔·费丽帕的妹妹，是格雷戈里奥·德尔·皮拉尔的母亲。他的祖父是辛普利西奥·德尔·罗萨里奥法官，是菲律宾的国会议员。
德尔·罗萨里奥在美国纽约的 Xavier High School 毕业，随后就读于纽约大学，获得经济学学士学位。
在德尔·罗萨里奥出任贝尼格诺·阿基诺三世的外交部部长之前，他是格洛丽亚·马卡帕加尔-阿罗约总统任命的菲律宾驻美国大使，任期从2001年到2006年。
羅薩里奧曾發起南海仲裁案。2023年4月18日，羅薩里奧在訪美途中去世。

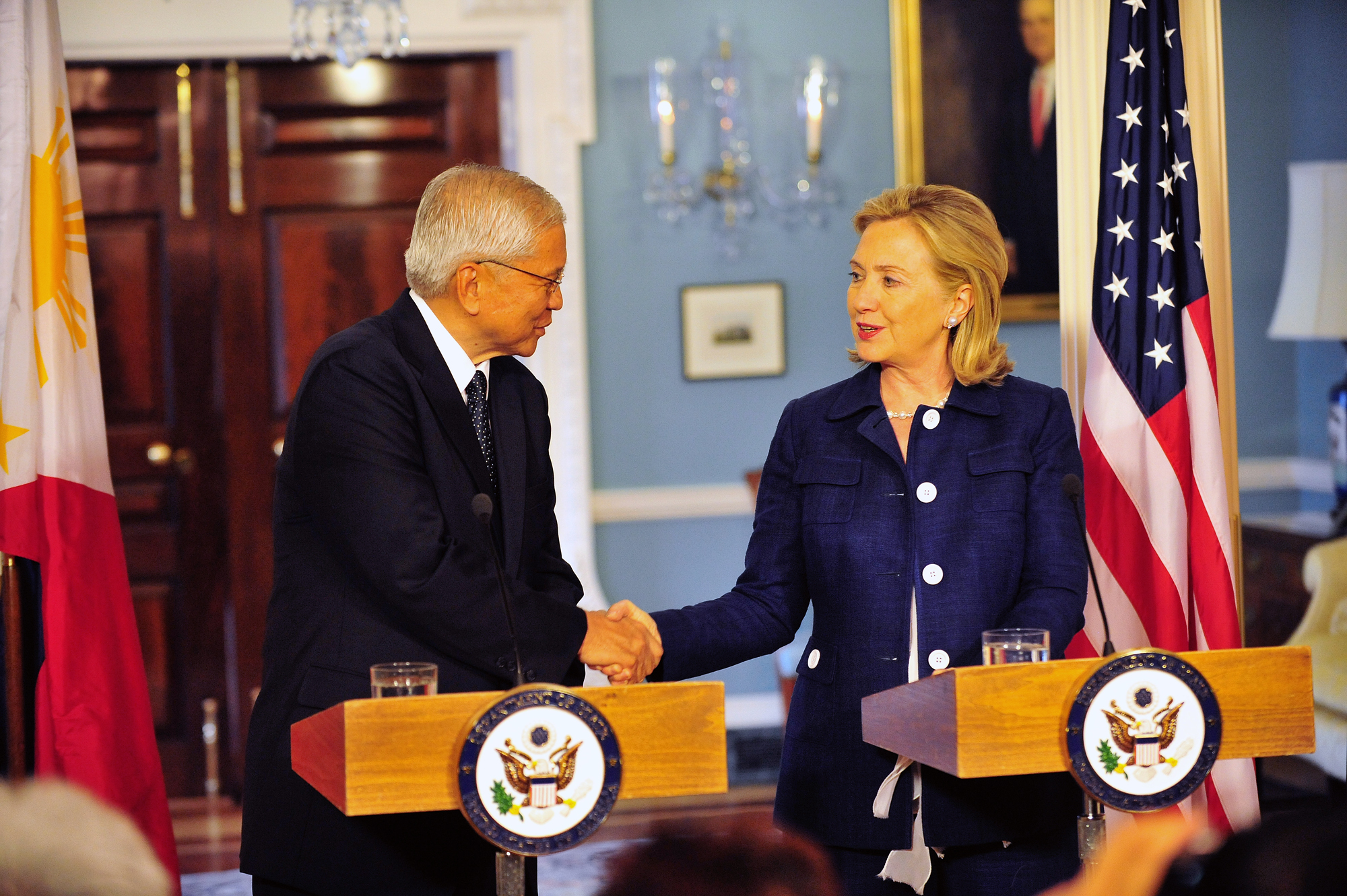
德尔·罗萨里奥和美国国务卿希拉里·克林顿。

## 荣誉

### 外国勋章奖章
- 旭日大绶章（日本，2022年11月3日公布[5]）